# آراچووا
آراچووا (به لاتین: Arachova) یک شهرک در یونان است که در شهرداری دیستمو آرچوا آنتیکیرا واقع شده‌است.